# Ochotona huangensis
Ochotona huangensis es una especie de mamífero de la familia Ochotonidae.

## Distribución geográfica
Es endémica de la  China.  